# Nořín
Nořín (německy Norschin) je vesnice a část obce Zálší v okrese Ústí nad Orlicí.

## Historie
První písemná zmínka o vesnici pochází z roku 1292.
V zdejším velkochovu drůbeže v části Nořín byl v červnu 2007 zaznamenán druhý výskyt viru ptačí chřipky v chovu na území Česka.

## Galerie

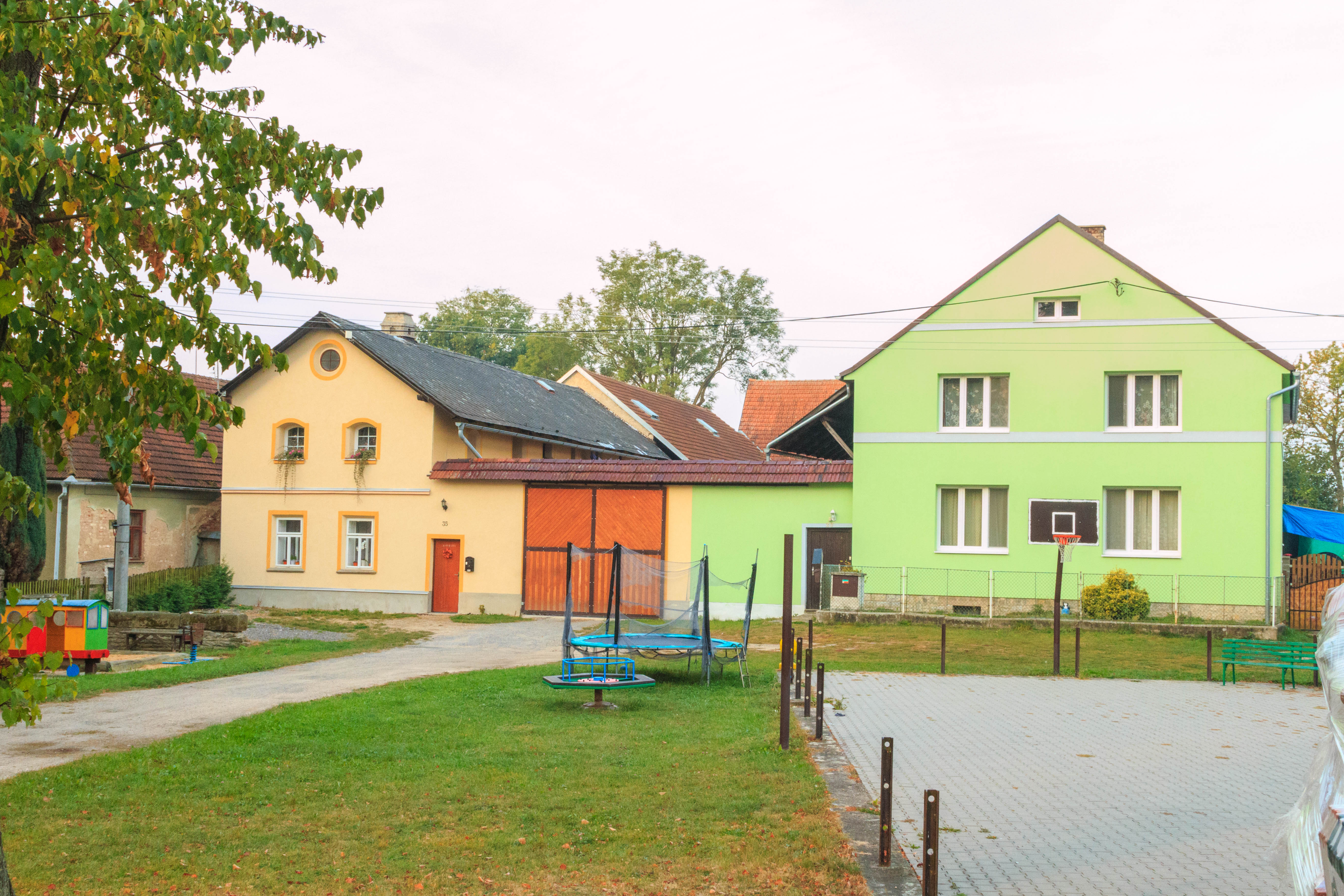
Dům čp. 23
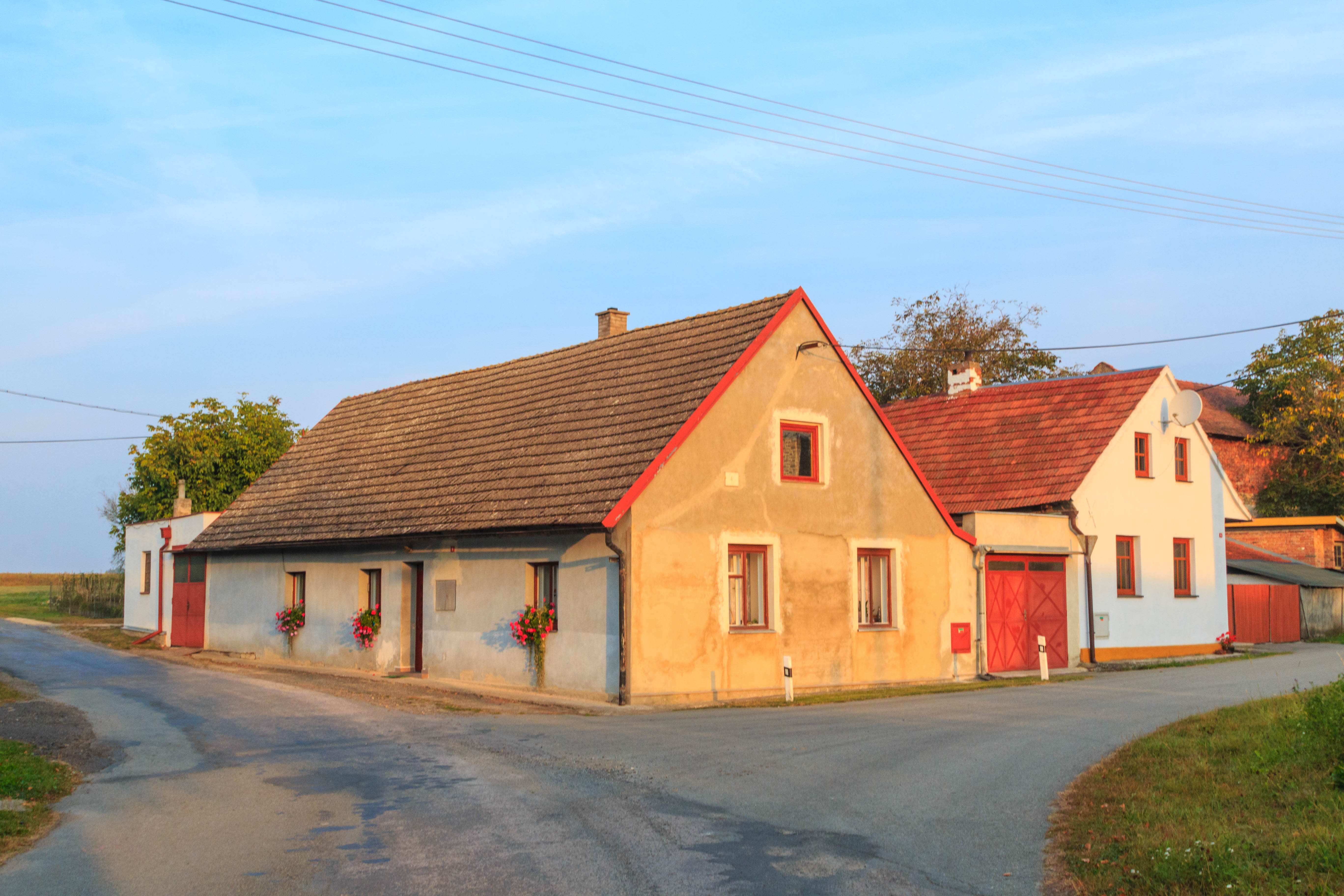
Dům čp. 15
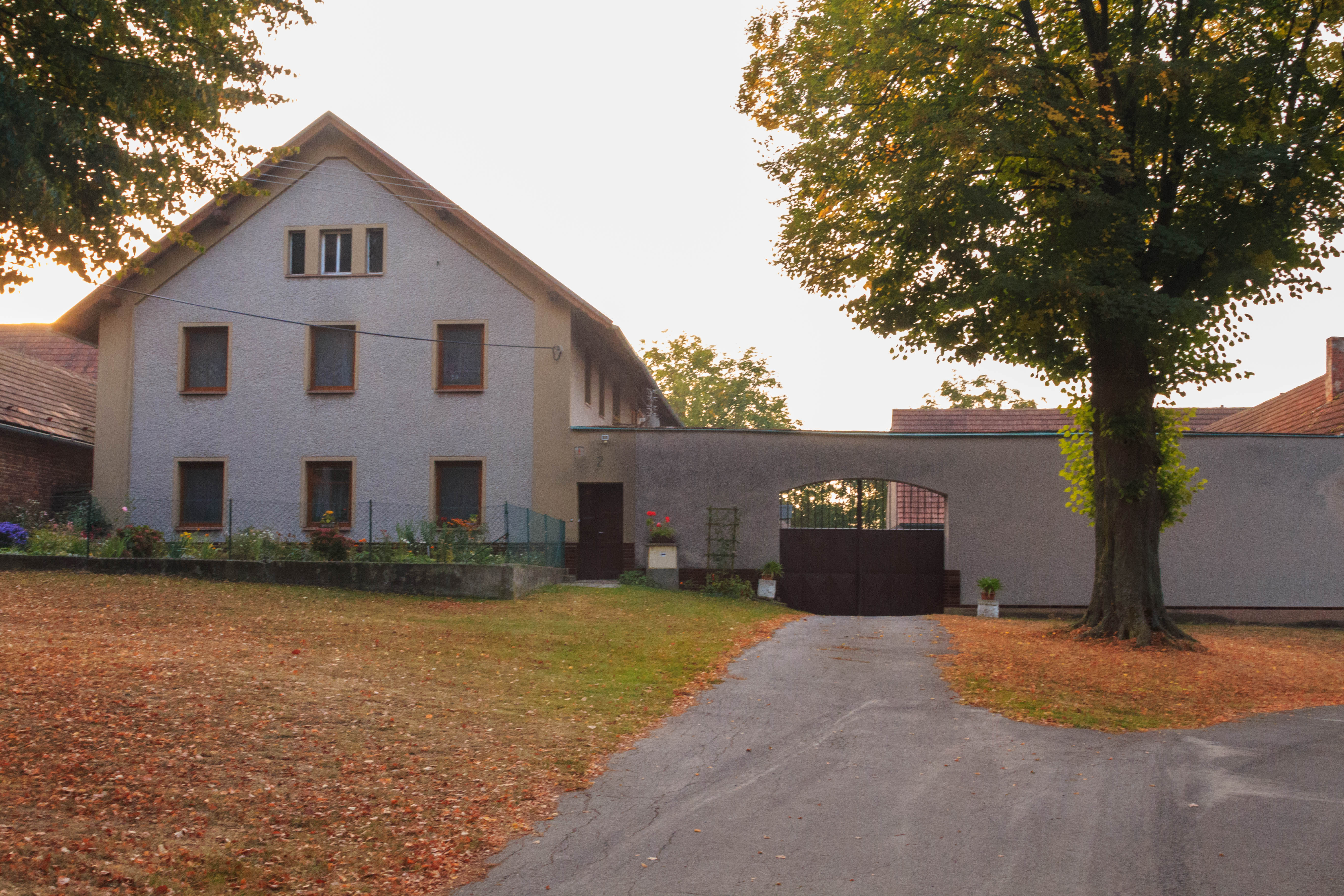
Dům čp. 2
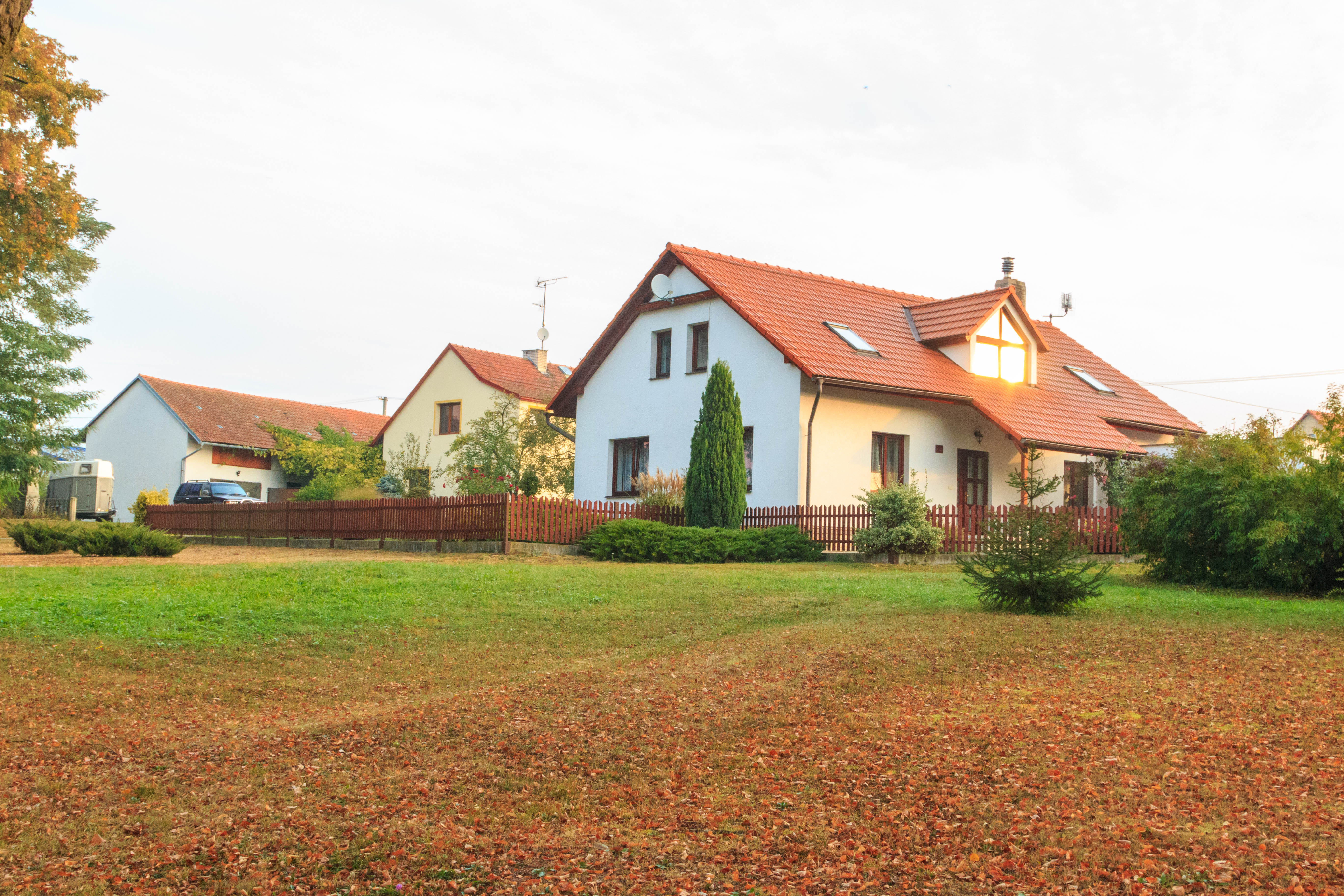
Dům čp. 31